# アメリカコアジサシ
アメリカコアジサシ（学名：Sterna antillarum）はチドリ目カモメ科に分類される鳥類の一種。
旧北区のコアジサシの近縁種で、本種をその亜種（学名 S. albifrons antillarum）であると分類する見方もある。

## 分布
新北区、新熱帯区に生息する。

## 形態
全長約23cm。翼開張時は約51cm。北アメリカにおいては最も小さいアジサシである。
繁殖期の成鳥は胴体上部が灰色掛かっている。頭頂部と後頭部は黒色の羽毛で覆われるが、額は白色になるのが特徴。先端が黒色の黄色い嘴を持つ。胴体下部は白色の羽毛で覆われ、脚は黄色い。晩夏には、嘴の根元が緑掛かる。尾は短く深く二股に分かれている。
飛行中には、外側の初列風切羽の黒いくさび状部分が目立つ。浅く素早く羽ばたいて飛行する。